# Алемтузумаб
Алемтузумаб (англ. Alemtuzumab, лат. Alemtuzumabum) — синтетичний препарат, який є генно-інженерним гуманізованим (від пацюка) моноклональним антитілом до поверхневого рецептора лімфоцитів CD52. Алемтузумаб застосовується виключно внутрішньовенно.

## Історія
Алемтузумаб уперше розроблений у 1983 році групою вчених із Кембриджського університету під керівництвом Германа Вальдманна, початково під назвою «Кемпат-1», початково виключно на основі антитіл пацюка. Проте у зв'язку із високою ймовірністю розвитку реакцій на чужорідний білок пацюка у подальших дослідженнях Грегом Вінтером запропоновано гуманізувати антитіла (тобто ввести частину геному із антитіл пацюка до людських антитіл) для посилення дії власних антитіл людини та зменшення ймовірності несприятливих ефектів. Алемтузумаб став першим моноклональним антитілом, яке розпочали використовувати у клінічній практиці. Уперше алемтезумаб схвалений FDA та Європейським агентством з лікарських засобів у 2001 році для лікування B-клітинного хронічного лімфолейкозу. Проте в подальших дослідженнях встановлено також ефективність алемтезумаба при розсіяному склерозі. Після встановлення цього факту компанії «Sanofi» та «Bayer», які випускали алемтезумаб, вирішили відкликати реєстрацію алемтезумаба в Європі та США під торговою маркою «Кемпат», та переєструвати його під новою торговою маркою «Лемтрада», який був схвалений Європейським агентством з лікарських засобів у 2013 році, а FDA у 2014 році.

## Фармакологічні властивості
Алемтезумаб — синтетичний лікарський препарат, який є генно-інженерним рекомбінантним гуманізованим (від пацюка) моноклональним антитілом до поверхневого антигену лімфоцитів CD52, який експресується на поверхні як нормальних, так і уражених лімфоцитів (проте значно більше на поверхні лімфоцитів. уражених лейкозом). Унаслідок взаємодії алемтезумаба із антигеном CD52 відбувається лізис лімфоцитів, спричинений фіксацією комплементу та антитілозалежним клітинним цитотоксичним ефектом. Алемтезумаб також може спричинювати лізис моноцитів, макрофагів та тимоцитів, проте не впливає на стовбурові кровотворні клітини. Завдяки своєму механізму дії препарат ефективний при хронічному лімфолейкозі та Т-клітинній лімфомі, у тому числі при формах, резистентних до інших хіміотерапевтичних препаратів (зокрема, флударабіну та аналогів пуринових основ). У подальших дослідженнях також встановлено ефективність алемтезумабу в лікуванні розсіяного склерозу. Найімовірнішим механізмом дії препарату при розсіяному склерозі є спричинення ним лізису зрілих лімфоцитів, які проникли у нервову систему, та спричинюють аутоімунні реакції в ній, наслідком яких є розвиток розсіяного склерозу. Оскільки алемтезумаб не впливає на стовбурові клітини крові, то пізніше популяція імунокомпетентних клітин у нервовій системі відновлюється, проте в ній уже будуть відсутні ті клітини, які виробляли антитіла проти мієлінової оболонки та спричинювали цим подальше прогресування захворювання. Проте при застосуванні препарату у майже 25 % хворих спостерігалися порушення функції щитоподібної залози, а також спостерігались випадки імунної тромбоцитопенії та важких інфекційних і алергічних ускладнень. Експериментально алемтузумаб застосовувався також для лікування реакцій по типу «трансплантат проти господаря», вивчається також ефективність алемтезумаба проти вірусу ВІЛ-1.

### Фармакокінетика
Алемтезумаб відносно повільно розподіляється в організмі після ін'єкції. Біодоступність препарату після внутрішньовенного застосування становить 100 %. Згідно із клінічними дослідженнями, алемтезумаб метаболізується у ретикулоендотеліальній системі. Шляхи виведення препарату з організму не встановлені. Період напіввиведення препарату з організму становить при лімфолейкозі 23—30 годин (варіює від 2 до 32 годин), при розсіяному склерозі становить близько 2 тижнів, цей час може збільшуватися при печінковій та нирковій недостатності.

## Показання до застосування
Алемтезумаб застосовують при хронічному лімфолейкозі та розсіяному склерозі.

## Побічна дія
При застосуванні алемтузумабу побічні ефекти спостерігаються досить часто, і найхарактернішими є порушення функції щитоподібної залози та імунної тромбоцитопенії, серед інших побічних ефектів препарату найчастішими є:
- Алергічні реакції та з боку шкірних покривів — дуже часто висипання на шкірі, свербіж шкіри, кропив'янка, гіпергідроз, гарячка.
- З боку травної системи — нудота, блювання, діарея або запор, біль у животі, шлунково-кишкові кровотечі, метеоризм, виразковий стоматит, гінгівіт, гикавка, порушення функції печінки, зниження апетиту.
- З боку нервової системи — головний біль, запаморочення, тремор, нервозність, сонливість або безсоння, тривожність, амнезія, парестезії або гіпестезії, порушення мислення, підвищення внутрішньочерепного тиску, втрата слуху, кон'юнктивіт.
- З боку серцево-судинної системи — артеріальна гіпертензія або гіпотензія, аритмії, брадикардія або тахікардія, набряк обличчя, припливи крові, загострення ішемічної хвороби серця (у тому числі виникнення інфаркту міокарду).
- З боку сечостатевої системи — олігурія, гематурія, поліурія, інфекції сечовидільних шляхів, порушення функції нирок.
- З боку опорно-рухового апарату — артралгії, міалгії, біль у кістках, біль у попереку.
- З боку дихальної системи — кашель, задишка, синусит, кровохаркання; рідше гострі захворювання верхніх дихальних шляхів, диспное; дуже рідко бронхоспазм, бронхіт, фарингіт, риніт, пневмонія, пневмоніт, носова кровотеча.
- Зміни в лабораторних аналізах — анемія, гранулоцитопенія, панцитопенія, лейкопенія, нейтропенія, лімфопенія, синдром дисемінованого внутрішньосудинного згортання крові, гіперглікемія, гіпокальціємія, гіпокаліємія.
- Інші побічні ефекти — сепсис, вторинні інфекції (у тому числі спричинені герпесвірусами, Pneumocystis carinii, кандидоз).

## Протипокази
Алемтузумаб протипоказаний при застосуванні при підвищеній чутливості до препарату, при вагітності та годуванні грудьми, при гострих або важких системних інфекційних захворюваннях (включно з ВІЛ-інфекцією).

## Форми випуску
Алемтузумаб випускається у флаконах по 1 мл із вмістом 30 мг препарату; і ампул по 3 мл (10 мг/мл).